# Aéroport de Mianyang Nanjiao
L'aéroport de Mianyang Nanjiao (chinois simplifié : 绵阳南郊机场 ; pinyin : miányáng nánjiāo jīchǎng ; (code IATA : MIG • code OACI : ZUMY)) est un aéroport desservant la ville-préfecture de Mianyang dans le Sichuan, en Chine. Il est situé dans les quartiers sud de Mianyang (Nanjiao signifie d'ailleurs quartiers sud en chinois), à 10 kilomètres du centre-ville
Ouvert le 28 avril 2001, Mianyang Nanjiao est le second aéroport le plus fréquenté du Sichuan, après l'Aéroport international de Chengdu-Shuangliu. L'aéroport est aussi utilisé pour l'entraînement des pilotes par l'Université de l'Aviation Civile de Chine
En 2011,  l'aéroport de Mianyang Nanjiao avait accueilli 622 816 passagers, le plaçant au 66e rang des aéroports les plus fréquentés de Chine. Il faisait transiter dans le même temps 4491 tonnes de fret, et comptabilisait 207 140 mouvements aériens.

## Installations
L'aéroport de Mianyang Nanjiao Airport dispose d'une piste d'atterrissage de 2 400 mètres, d'un terminal de 26 000 m² et d'un tarmac de 11 places. L'aéroport a été étudié et construit pour accueillir annuellement 2 millions de passagers.

## Compagnies aériennes et destinations
L'aéroport de Mianyang Nanjiao est utilisé par les compagnies aériennes suivantes:
| Compagnies              | Destinations                                                    |
| ----------------------- | --------------------------------------------------------------- |
| Air China               | Pékin-Capitale, Hangzhou-Xiaoshan, Ürümqi-Diwopu                |
| China Eastern Airlines  | Ningbo, Yantai                                                  |
| China Express Airlines  | Guiyang, Lanzhou                                                |
| China Southern Airlines | Canton-Baiyun                                                   |
| GX Airlines             | Haikou, Yinchuan Hedong                                         |
| Hebei Airlines          | Shijiazhuang, Xi'an-Xianyang                                    |
| Shanghai Airlines       | Shanghai-Pudong                                                 |
| Shenzhen Airlines       | Shenzhen-Bao'an                                                 |
| Sichuan Airlines        | Lijiang, Nankin, Sanya-Phénix, Xining-Caojiabao                 |
| Spring Airlines         | Kunming-Changshui, Shanghai-Hongqiao, Shanghai-Pudong, Shenyang |
| Tibet Airlines          | Lhassa-Gonggar, Tianjin Binhai                                  |
| XiamenAir               | Changsha, Fuzhou-Chánglè, Wuhan, Xiamen-Gaoqi                   |

Édité le 03/02/2018